# 修学院村

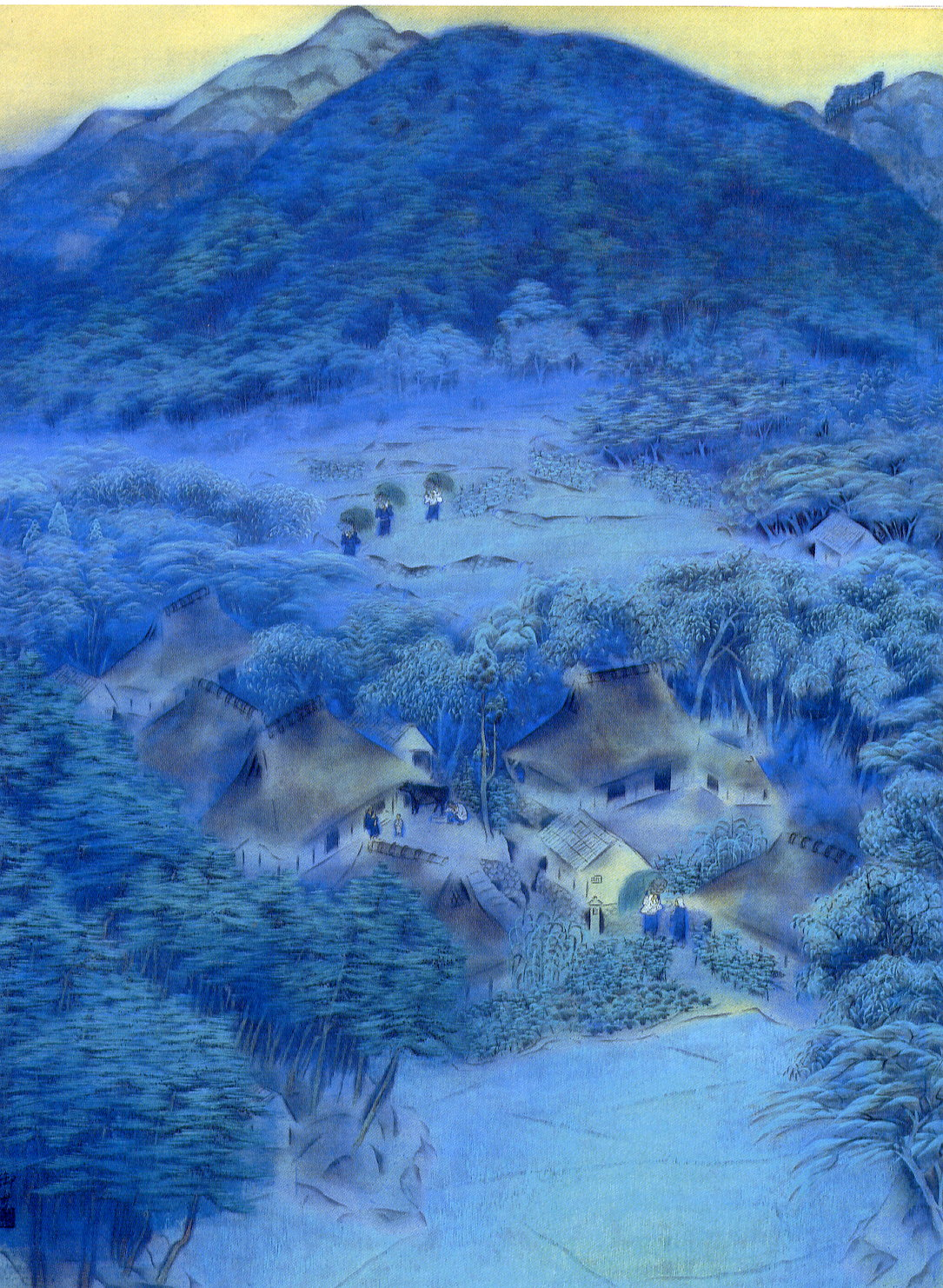
速水御舟『洛北修学院村』（1918年）。

修学院村（しゅうがくいんむら）は、かつて京都府愛宕郡に存在した村である。1889年（明治22年）の町村制発足により設置され、1931年（昭和6年）4月1日、京都市左京区に編入合併して消滅した。

## 概要
岩倉盆地の南、比叡山の西麓から高野川に挟まれた区域を中心とし、北は愛宕郡岩倉村（現・左京区岩倉）・八瀬村（左京区八瀬）、東は滋賀県、南は愛宕郡白川村（左京区北白川）・田中村（左京区高野）、西は高野川を挟んで同郡松ヶ崎村（左京区松ヶ崎）に囲まれており（発足当時。なおこのうち白川村・田中村は1918年（大正7年）京都市上京区に編入され、その後左京区新設にともないこれに編入された）、村の境域は現在の左京区上高野・修学院・山端・一乗寺各地区（「上高野」・「修学院」・「山端」・「一乗寺」を町名に冠する各地域）にほぼ相当する区域であった。村役場は、大字修学院小字川原1番地1（現在跡地に修学院マート）に置かれた。
夏目漱石は、1892年（明治25年）7月9日には正岡子規と、1907年（明治40年）4月10日には高浜虚子とともに、山端の平八茶屋を訪れている。1918年に同村に移り住んだ速水御舟は、同年、日本画『洛北修学院村』を制作、同年に開催された第5回日本美術院に出品した。

## 地理
- 山岳 : 比叡山、氷室山（小野氷室）
- 河川 : 高野川

## 沿革
- 1868年（明治元年） : 山城国愛宕郡下の修学院村・一乗寺村・高野村が（旧）京都府に編入。
- 1878年（明治11年） : 郡区町村編制法により愛宕郡修学院村・一乗寺村・高野村が発足。
- 1889年（明治22年） : 町村制施行により上記3ヵ村を統合し修学院村の発足。旧村名を継承した3大字を編制。
- 1931年（昭和6年）4月1日 : 京都市左京区に編入。

## 大字・字
近世以来の山城国愛宕郡修学院村・一乗寺村・高野村は、町村制施行により修学院村の大字修学院・一乗寺・高野として編制された。

## 各種施設・企業
- 鞍馬電気鉄道 : 本社（大字修学院）
- 京都電燈高野発電所（1941年閉鎖）
- 平八茶屋 : 1576年開業（大字修学院）
- 十一屋 : （大字修学院）
- 京都府叡山模範林苗圃 : 1906年3月創設（字四明ヶ岳、面積1町3反7畝）[2]

## 教育
- 修学院村立修学院小学校尋常小学校 : 1916年4月1日創立（下記3校の統合、現在の京都市立修学院小学校）[3]
  - 一乗寺尋常小学校 : 1873年5月開校 ⇒ 一乗寺分校 ⇒ 1916年11月2日新校舎に統合
  - 修学院尋常小学校 : 1875年8月開校 ⇒ 1908年廃校 ⇒ 格知小学校 ⇒ 1916年11月2日新校舎に統合
  - 高野尋常小学校 : 1877年開校 ⇒ 高野分校 ⇒ 1916年11月2日新校舎に統合
- 修学院実務女子学校（詳細不明・現存せず）

## 交通

### 鉄道
- 叡山電鉄平坦線（現在の叡山電鉄叡山本線）
  - 三宅八幡駅 : 1925年開業（大字高野字木ノ下）
  - 山端駅 : 1925年開業（大字高野字上荒蒔、現在の宝ケ池駅） - 1927年鞍馬電気鉄道（現在の叡山電鉄鞍馬線）開通
  - 修学院駅 : 1925年開業（大字修学院字壱町田、現在の位置よりも100m北の位置）
  - 一乗寺駅 : 1925年開業（大字一乗寺、現在の位置よりも100m北の位置）

### 道路
- 大原道（修学院離宮道）
- 新田街道（若狭街道）

## 脚註
1. ↑  洛北修学院村、滋賀県立近代美術館、2017年1月6日閲覧。
2. ↑  小椋純一「明治期における京都府内の植生景観変化の背景（環境と歴史）」『国立歴史民俗博物館研究報告』第105巻、国立歴史民俗博物館、2003年3月、297-317頁、doi:10.15024/00001120、ISSN 0286-7400、NAID 120005748341。
3. ↑  学校沿革史、京都市立修学院小学校、2017年1月6日閲覧。